# 维尔纳·克罗格曼
维尔纳·克罗格曼（德語：Werner Krogmann，1901年2月5日—1954年11月19日），德国男子帆船运动员。他曾代表德国参加1936年和1952年夏季奥林匹克运动会帆船比赛，其中1936年奥运会获得一枚银牌。